# Ewa chce spać
Ewa chce spać è un film del 1958 diretto da Tadeusz Chmielewski.

## Trama
Ewa, una giovane ingenua di provincia arriva in città alla vigilia dell'anno scolastico. Ella ha solo l'indirizzo dell'internato della scuola, ma il portinaio non la lascia entrare. Disperata, ella tenta tutta la notte, senza successo, di trovare un indirizzo ove dormire. Incontra nel suo peregrinare poliziotti, malavitosi, prostitute, il tutto mescolato con avvenimenti surreali e quasi fantastici.

## Riconoscimenti
- 1958 – Festival di San Sebastián
  - Concha de Oro